# Piles (kommunhuvudort)
Piles är en kommunhuvudort i Spanien.   Den ligger i provinsen Província de València och regionen Valencia, i den östra delen av landet, 300 km sydost om huvudstaden Madrid. Piles ligger 15 meter över havet och antalet invånare är 2 347.
Terrängen runt Piles är platt österut, men åt sydväst är den kuperad. Havet är nära Piles åt nordost. Runt Piles är det ganska tätbefolkat, med 199 invånare per kvadratkilometer. Närmaste större samhälle är Oliva, 2,7 km söder om Piles. 